# Anastasios Kriekoukis
Anastassios (Tassos) Kriekoukis (griechisch Αναστάσιος Κριεκούκης, * 14. März 1948 in Athen) ist ein griechischer Diplomat.

## Leben
Er studierte Jura und leistete anschließend seinen Militärdienst ab als Leutnant zur See. 1974 wurde er als Rechtsanwalt zugelassen und nach dem Sturz der Diktatur der Obristen in den diplomatischen Dienst aufgenommen. Zunächst war er zwei Jahre in der politischen Abteilung des Außenministeriums tätig, danach arbeitete er in der Botschaft in Paris und in Rio de Janeiro als Konsul. Von 1984 bis 1989 fungierte er als Generalkonsul in Dortmund. Von 1989 bis 1991 war er Leiter der Lateinamerika-Abteilung im Außenministerium in Athen. Von 1991 bis 1995 fungierte er als Botschaftsrat und später als Gesandter bei der Ständigen Vertretung Griechenlands in der Europäischen Union in Brüssel. Von 1995 bis 1999 war er Botschafter in Georgien. Von 1999 bis 2002 war er Leiter der Abteilung Außenbeziehungen der EU, im Außenministerium. Von 2002 bis 2006 war er Ständiger  Vertreter  von Griechenland bei den Vereinten Nationen und anderen internationalen Organisationen in Genf und Präsident der United Nations Security Council Compensation Commission für den Irakkrieg. Dann war er Protokollchef des Außenministeriums. Von 2007 bis 2010 war er Botschafter Griechenlands in Deutschland. 
Im Jahr 2010 ging er in den Ruhestand und erhielt den Titel eines Ehrenbotschafters. Von 2014 bis 2019 war er Präsident der Freunde der Gennadeios-Bibliothek und von 2019 bis heute ist er Aufseher dieser Institution. Von 2019 bis 2024 war er diplomatischer Berater des Bürgermeisters von Athen, Kostas Bakoyannis. Ab Frühjahr 2024 ist er diplomatischen Berater des Europäischen Kulturzentrums von Delphi. Mitglied des UNECE - CUDHLM-Büros.
Er spricht Deutsch, Englisch, Französisch, Portugiesisch und zufriedenstellend Italienisch.

## Ehrungen
Anastasios Kriekoukis empfing eine Reihe von Ehrungen:
- Großkreuz des Phönixordens (Griechenland)
- Großes Goldenes Ehrenzeichen am Bande für Verdienste um die Republik Österreich[2] (Österreich)
- Großkommandeur des Phoenixordens (Griechenland)
- Großes Bundesverdienstkreuz (Deutschland)
- Großes Kreuz des Zivilordens (Spanien)
- Großkommandeur des Dannebrogordens (Dänemark)
- Kommandeur des Falkenordens (Island)
- Ritter der Ehrenlegion (Frankreich)
- Ritter des Ordre du Mérite (Frankreich)
- Ehrenbürger der Stadt Rio de Janeiro (Brasilien)
- 2018 wurde er zum Honorarprofessor der Universität Tiflis ernannt.

## Belege
1. ↑  Diplomatische Depeche, Oktober 2007, S. 24
2. ↑  Aufstellung aller durch den Bundespräsidenten verliehenen Ehrenzeichen für Verdienste um die Republik Österreich ab 1952 (PDF; 6,6 MB)

| Vorgänger             | Amt                                          | Nachfolger      |
| --------------------- | -------------------------------------------- | --------------- |
| Konstantinos Tritaris | Griechischer Botschafter in Berlin 2007–2010 | Dimitris Rallis |

| Personendaten    | Personendaten          |
| ---------------- | ---------------------- |
| NAME             | Kriekoukis, Anastasios |
| KURZBESCHREIBUNG | griechischer Diplomat  |
| GEBURTSDATUM     | 14. März 1948          |
| GEBURTSORT       | Athen                  |